# Телеграм (филм)
Телеграм је југословенски ТВ филм из 1980. године. Режирао га је Драгослав Лазић а сценарио су написали Драгослав Лазић и Данило Николић.

## Улоге
| Глумац            | Улога |
| ----------------- | ----- |
| Душан Антонијевић |       |
| Лепомир Ивковић   |       |